# Chaetodontidae
La familia Chaetodontidae o peces mariposa son un grupo de peces conspicuos tropicales marinos. Encontrados mayormente en arrecifes del Atlántico, Índico y Pacífico, son algo pequeños, de 12 a 22 cm de longitud (las más grandes especies, como Chaetodon lineolatus, llegan a 3 dm). Incluye 122 especies de aguas tropicales, de las cuales alrededor de un centenar habitan en las regiones del Indo-Pacífico, cerca de 13 especies en el Atlántico y solamente cuatro en el Pacífico.

## Descripción

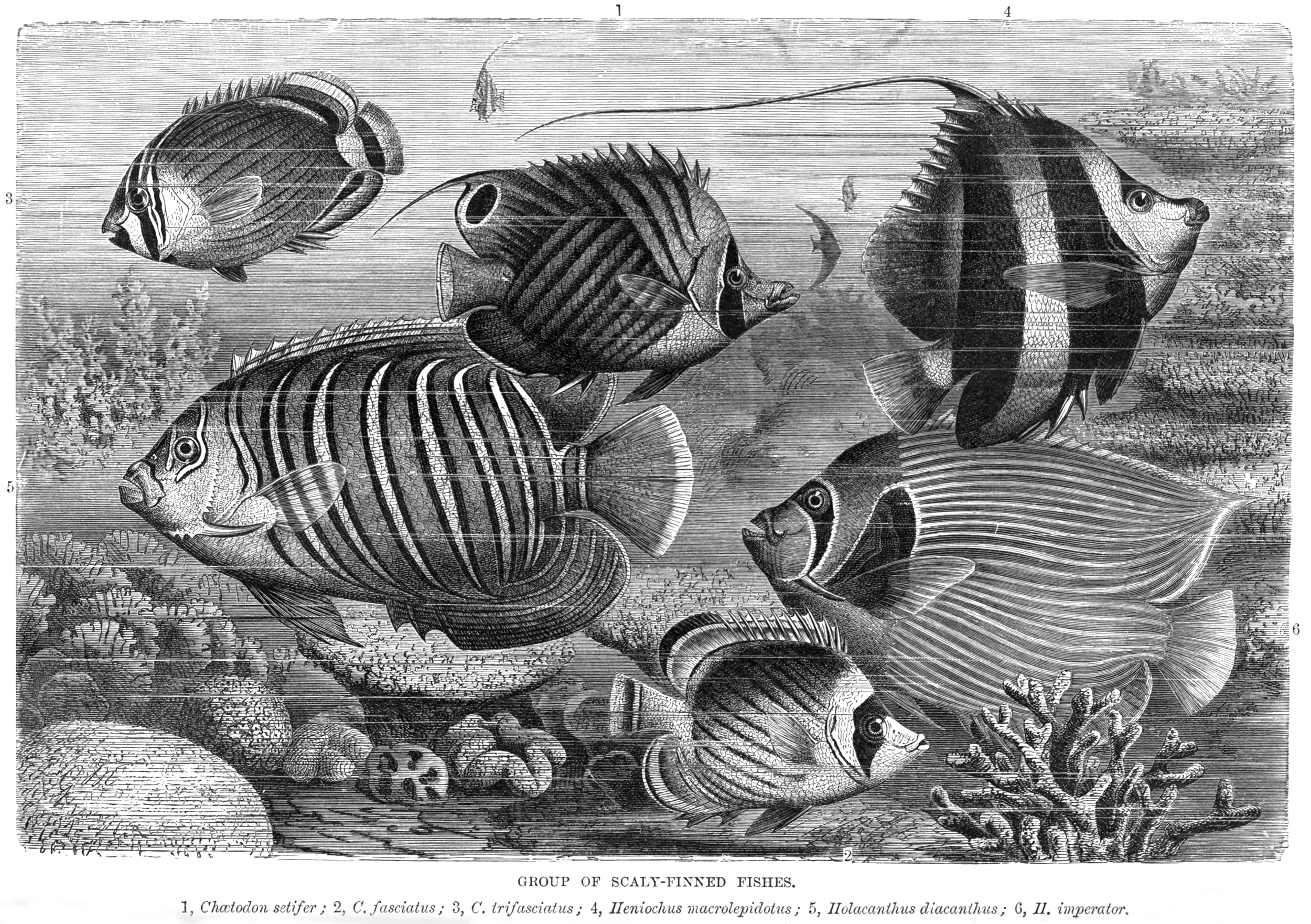
Varias especies de pez mariposa.

Los peces mariposa tienen cuerpos profundos y lateralmente comprimidos. Las aletas presentan un número variado de espinas y rayos blandos según la especie. La aleta dorsal es continua o puede presentar una ligera muesca (6 a de 16 espinas y 15-30 rayos blandos), la aleta anal (3-5 espinas y 14-23 rayos blandos) se le asemeja y la aleta caudal con 17 rayos ramificados por lo general con margen redondeado. Las aletas dorsal y anal están cubiertas por escamas similares a las que recubren el resto del cuerpo, lo cual sumado a la forma de éstas confiere a los peces mariposa un cuerpo en forma de disco.
Tienen brillantes colores y estriados patrones de manchas en negro, blanco, azul, rojo, naranja y amarillo (aunque hay algunas spp. de colores apagados). Muchos tienen círculos en los ojos, bandas a través de los flancos y marcas negras en los ojos, no muy distinto de los patrones vistos en mariposas.
Sus cuerpos son muy comprimidos lateralmente, y fácilmente visualizados en los arrecifes, creyéndose que esos colores son para la comunicación interespecies.

## Etimología
El nombre de la familia Chaetodontidae deriva del griego chaite, 'cabello' y odontos, 'diente'. Es una alusión a las filas de dientes como cepillos en su pequeña protrusil boca. Recuerdan al pez ángel (Pomacanthidae) pero se los distingue por la falta de preopérculos.

## Uso por el hombre
Su coloración los vuelve atractivos para el hobby del acuario.

## Biología
Son generalmente diurnos y de aguas superficiales de menos de 18 m (algunas sin embargo llegan hasta 180 m), y estos coralívoros son muy territoriales en el coral. En contraste, los que comen zooplancton forman grandes grupos conespecíficos. De noche permanecen en las hendeduras y grietas del arrecife y exhibe marcadas diferencias de coloración con el diurno.
Son pelágicos de freza; o sea, mantienen sus huevos boyantes en el agua convirtiéndose en parte del plancton, flotando en las corrientes hasta la eclosión. Los pequeños seres pasan por el estadio tolichtis, donde el cuerpo del pez postlarval se cubre de láminas extendiéndose en su cabeza. Este estadio curioso, armado ocurre solo en otra sola familia de peces, Scatophagidae. Luego el pez pierde esas láminas al madurar.

## Galería de géneros

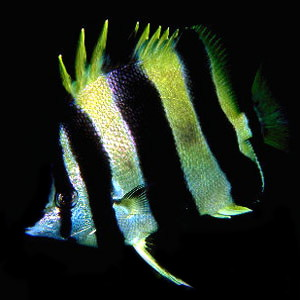
Amphichaetodon howensis
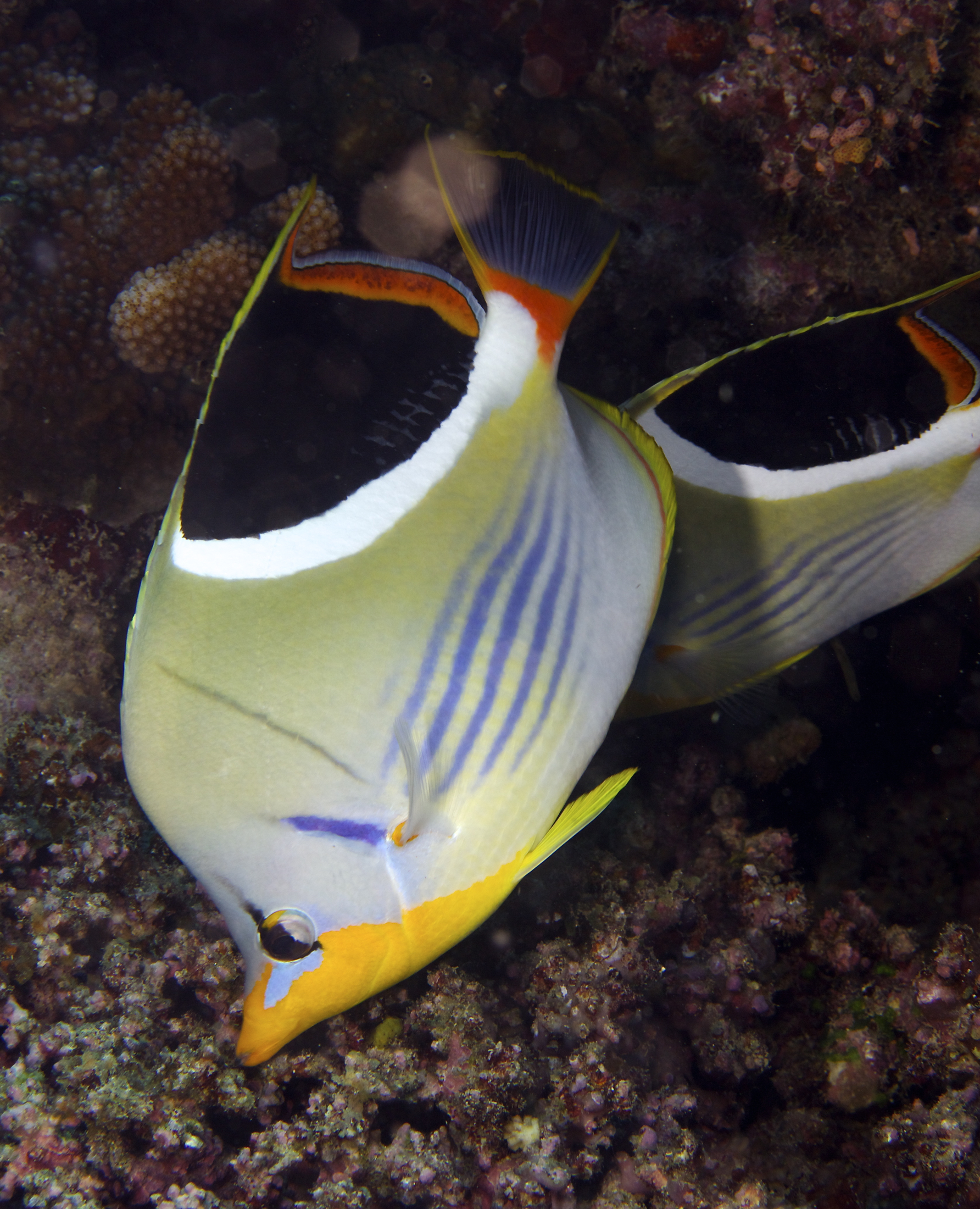
Chaetodon ephippium
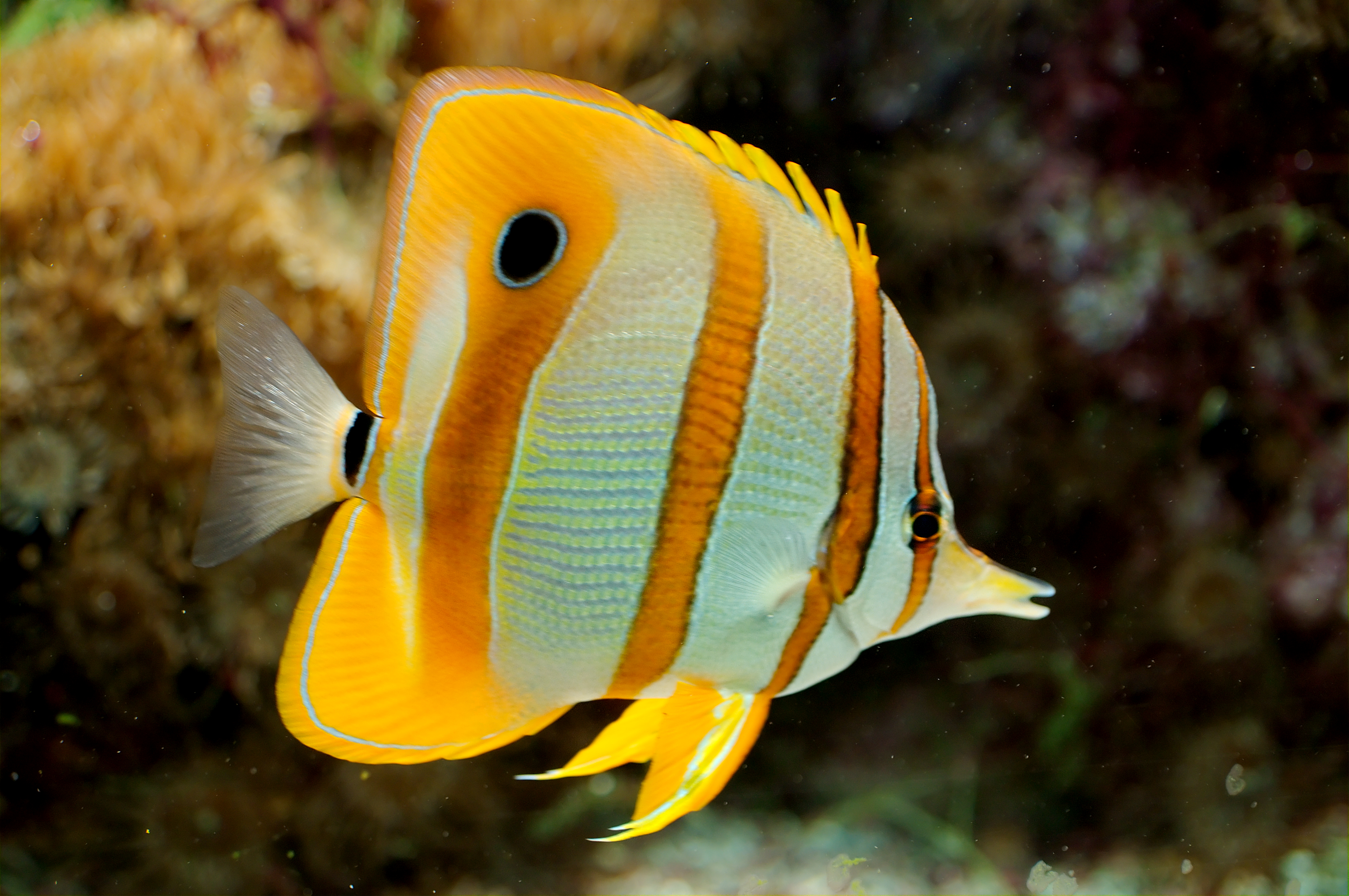
Chelmon rostratus
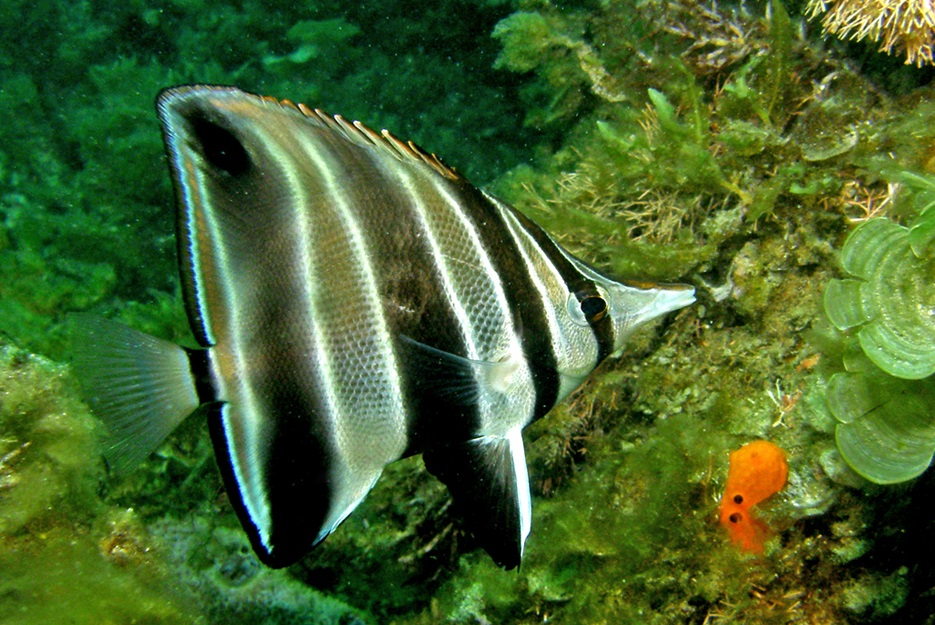
Chelmonops curiosus
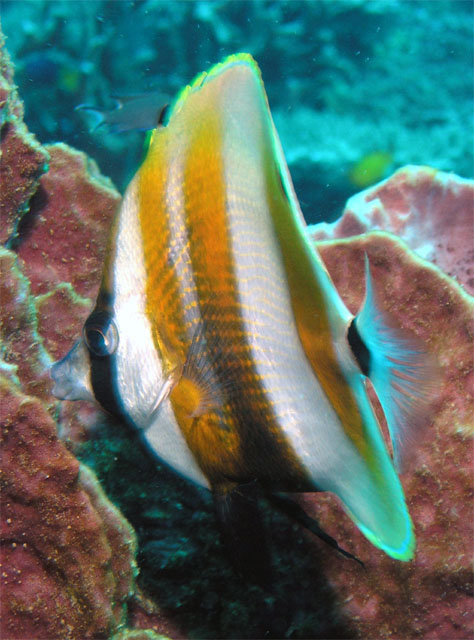
Coradion chrysozonus
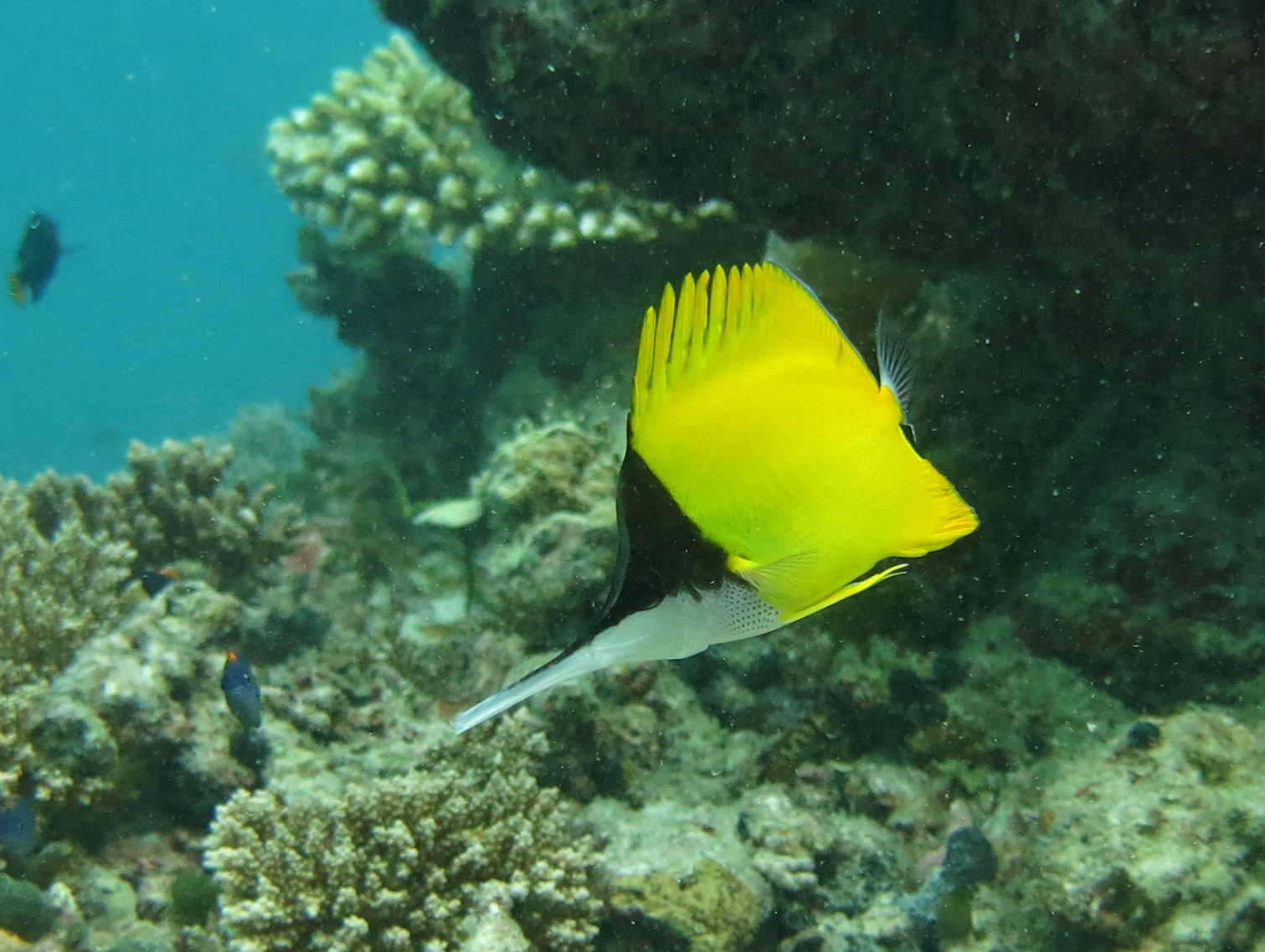
Forcipiger longirostris
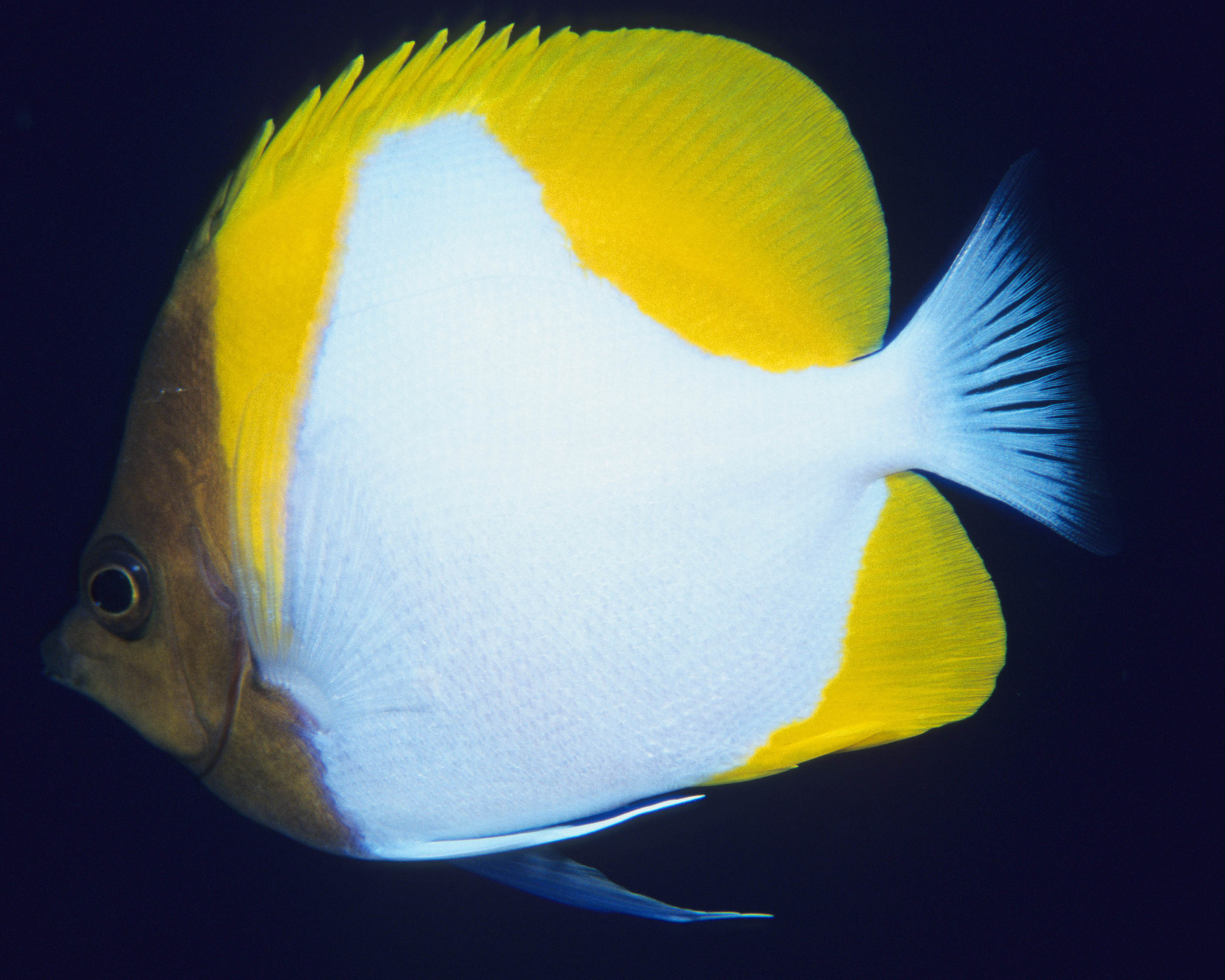
Hemitaurichthys polylepis
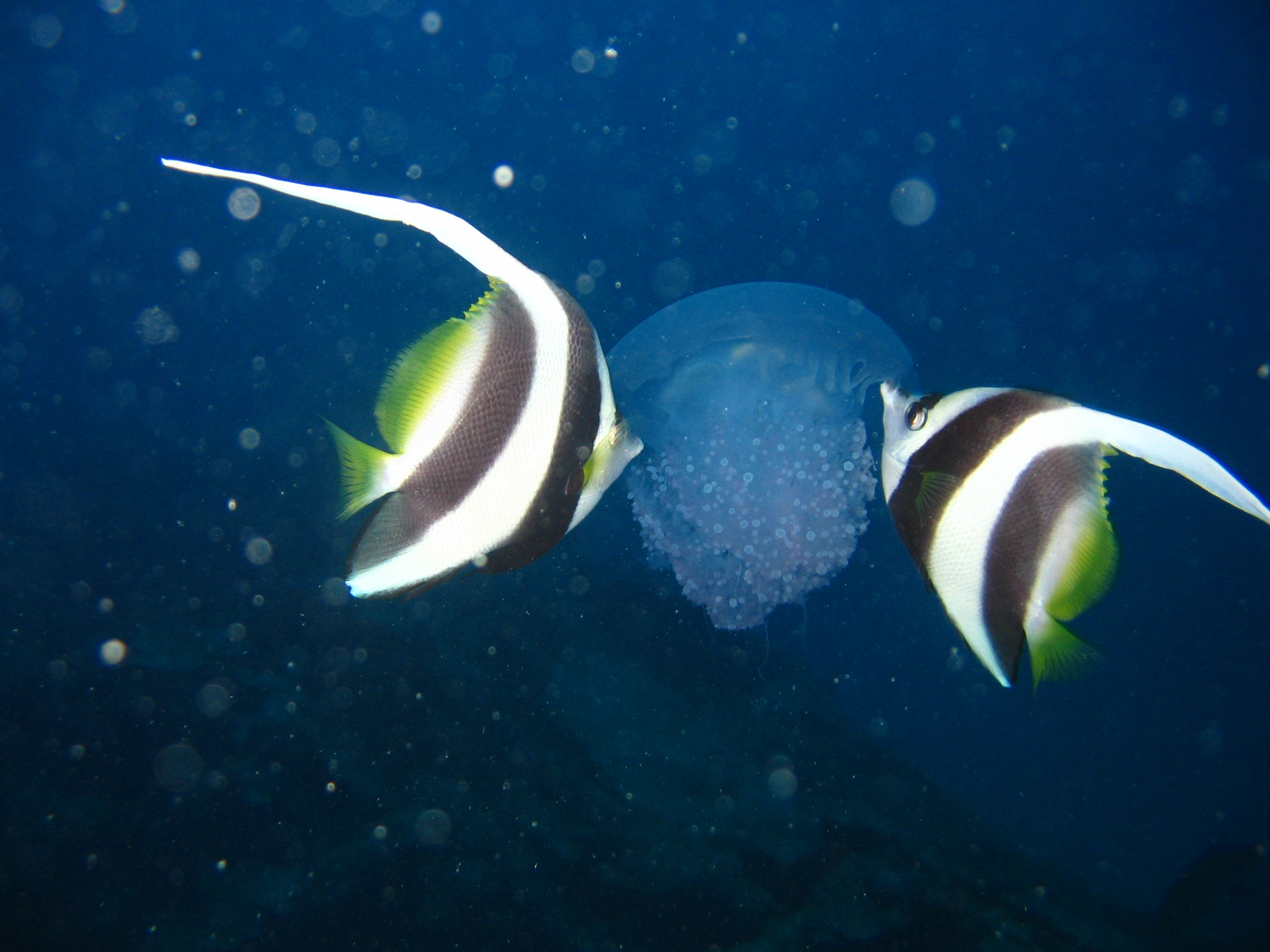
Heniochus acuminatus
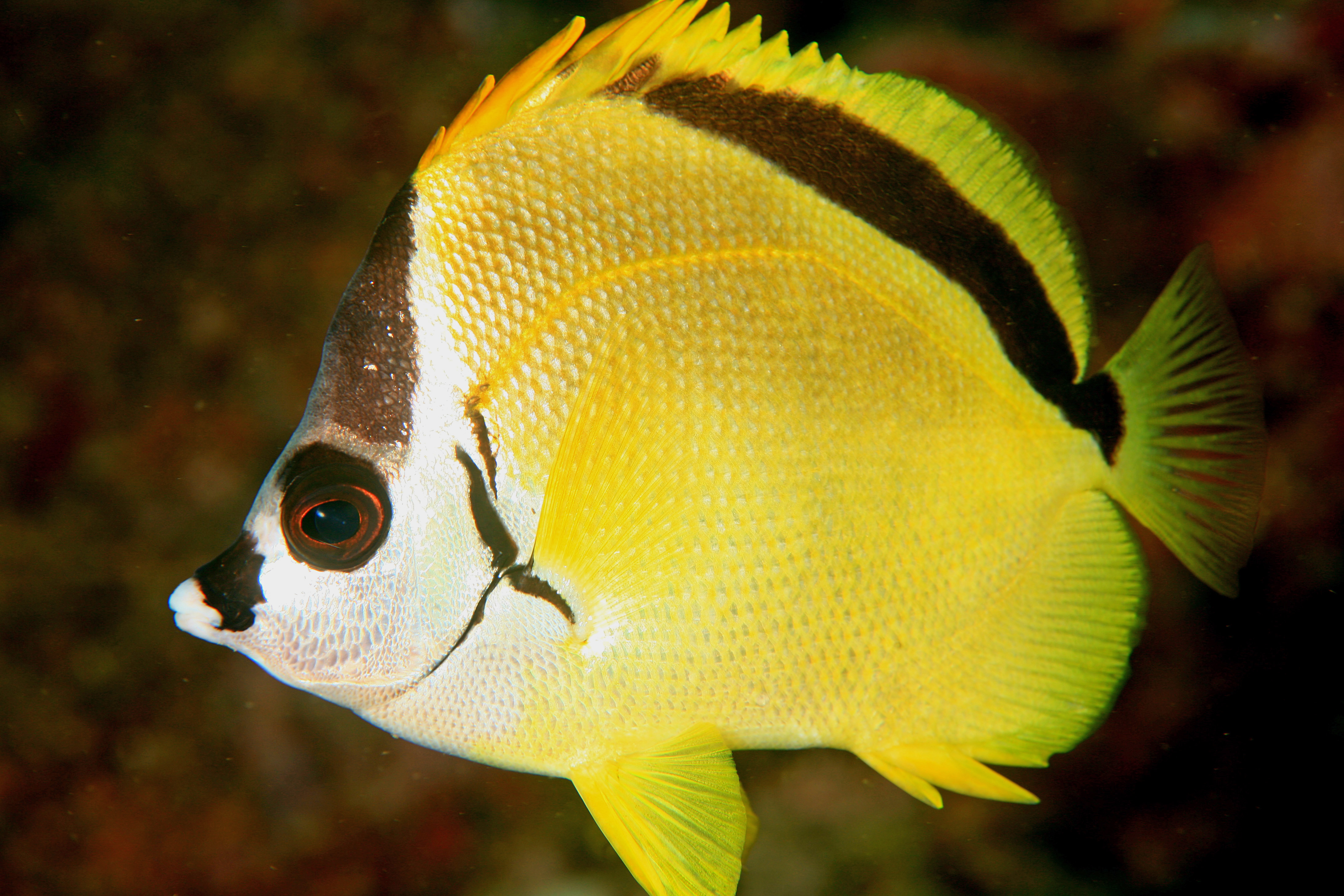
Johnrandallia nigrirostris
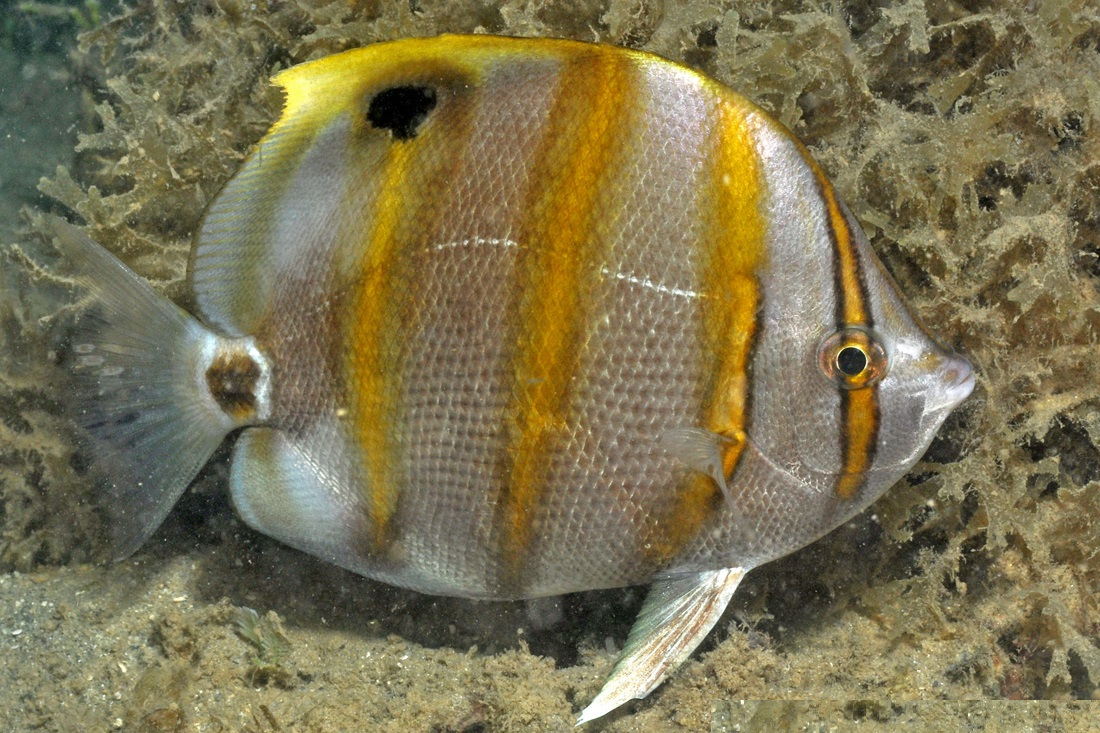
Parachaetodon ocellatus
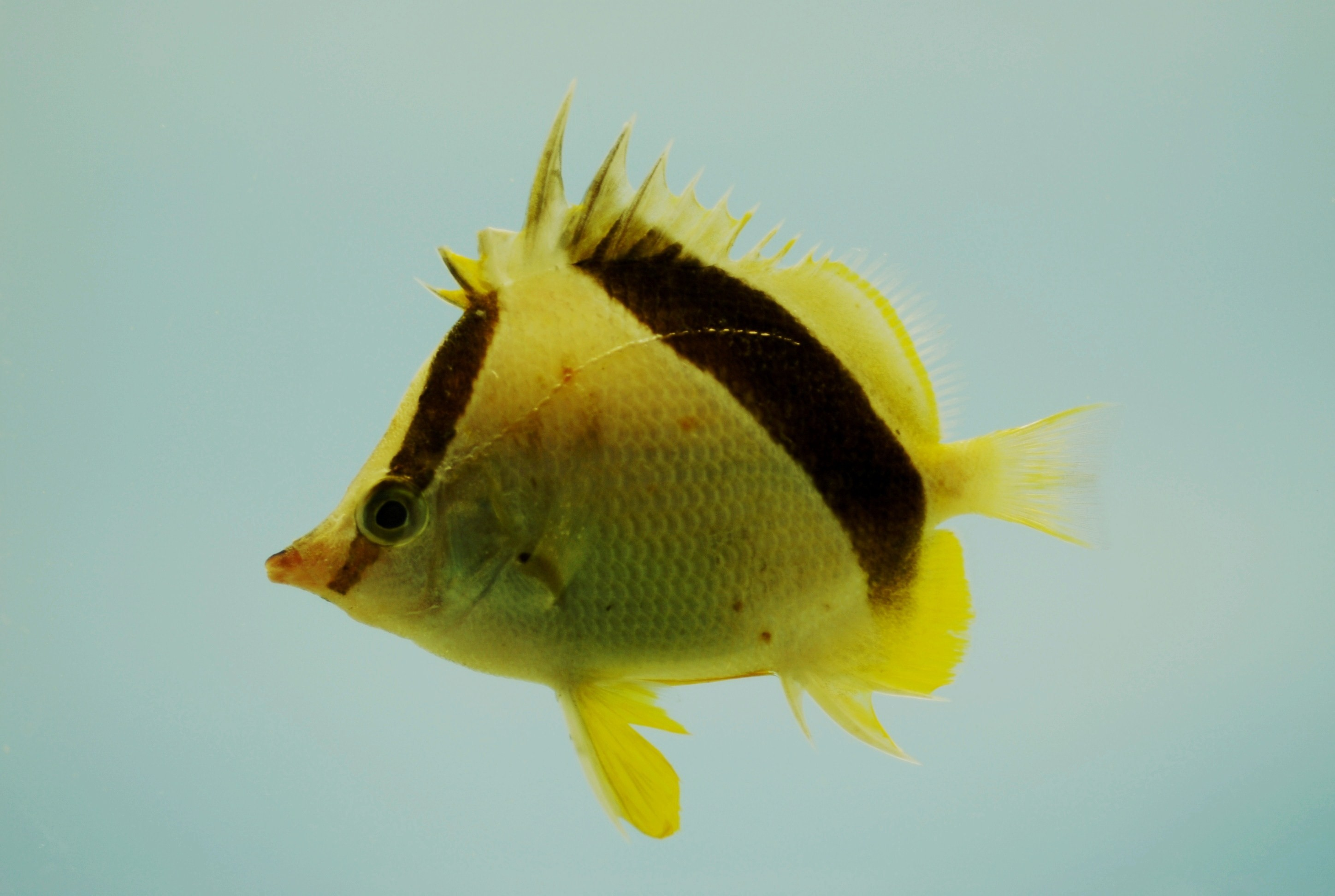
Prognathodes aya
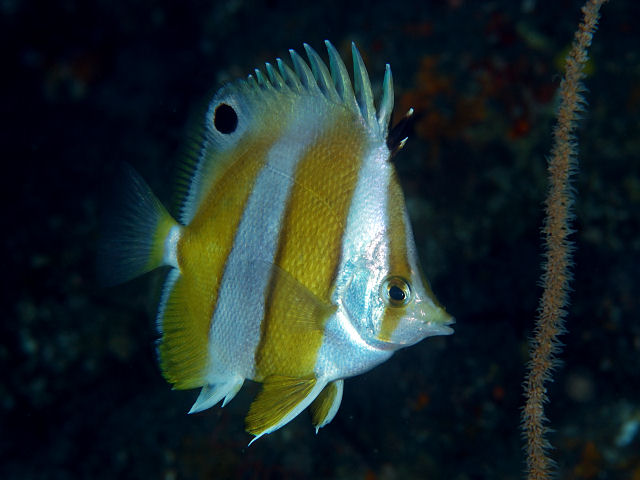
Roa modesta